# مجله رسمی پلی‌استیشن – بریتانیا
مجله رسمی پلی‌استیشن یک ماهنامه معتبر می‌باشد که در بریتانیا به چاپ می‌رسد و وظیفه‌اش، پوشش اخبار مربوط به پلی‌استیشن می‌باشد.
نخستین سری از این مجله، از نوامبر ۱۹۹۵ (میلادی) به چاپ رسید و پس از انتشار ۱۰۸ شماره، در مارس ۲۰۰۴ (میلادی) به کار خود پایان داد. شماره ۴۲ این نشریه توانست در سال ۱۹۹۹ (میلادی)، فروش ۴۵۳٫۵۷۱ نسخه‌ای را تجربه کند که این رکورد، بالاترین فروش یک مجله در خصوص بازی‌های ویدئویی در بریتانیا محسوب می‌شود.
این نشریه از زمستان سال ۲۰۰۶ مجدد به چاپ رسید و تا امروز نیز منتشر می‌شود.